# 메틸 에틸 케톤

2-뷰탄온 (2-Butanone), 뷰탄온 (Butanone) 혹은 메틸 에틸 케톤 (Methyl Ethyl Ketone, MEK)은 CH₃C(O)CH₂CH₃의 구조로 이루어진 유기화합물이다. IUPAC에서는 메틸 에틸 케톤이라는 이름을 더 이상 사용하지 않고 에틸 메틸 케톤 (Ethyl Methyl Ketone, EMK)으로 사용할 것을 권장하나, 대한민국 정부 및 민간에서는 여전히 메틸 에틸 케톤이 주 명칭으로 사용되고 있다.
성상은 무색 투명하고, 달콤한 냄새를 풍기며, 상온에서 액체로 있으나 휘발성이 강하고, 물에 약간의 용해성을 띈다. 산업용으로 대량 생산되지만 자연계에서는 미량만 존재한다. 이성질체로 테트라하이드로퓨란이 있다.

## 제법
MEK는 2-뷰탄올을 산화시켜 얻을 수 있다. 2-뷰탄올의 탈수소화에는 구리, 아연, 청동 등을 촉매로 사용한다.
CH3CH(OH)CH2CH3   →   CH3C(O)CH2CH3  +  H2
위 제법은 연간 약 7×10^8 kg을 생산하는 데 쓰인다. 이 외에도 2-뷰틸렌의 와커 산화나 아이소뷰틸벤젠의 산화 등 아세톤의 공업적 제법과 비슷한 방법들이 시도되었으나 실용화되지는 않았다. 페놀 및 아세톤을 생산하는 큐멘 공정을 수정하여 페놀 및 MEK와 아세톤의 혼합물을 생산할 수도 있다. 또한 피셔-트롭슈 공정 반응이나 중질 나프타의 액상 산화에서 나오는 혼합 산소화물 (Oxygenates)을 분별 처리하여 MEK를 추출하기도 한다.

## 이용

### 용제로서
MEK는 효과적이고 흔한 용제로, 고무, 레진, 초산면, 질화면 코팅 및 비닐 필름 공정에 사용된다. 이로 인해 플라스틱 및 직물 생산, 파라핀 왁스 제조, 라커, 바니시, 페인트 리무버 등의 가정용 제품, 변성 에탄올의 변성제, 풀, 세척제 등으로 사용되며, 지워지는 염료의 용제로써 화이트보드용 마커에도 사용된다. 아세톤과 비교했을 때 유사한 성상을 지녔으나 끓는점이 더 높고 증발 속도가 더 느리며, 아세톤과는 달리 물과 섞였을 때 아제오트로프를 만들기 때문에 여러 용도에서 수분의 아제오트로프 증류가 용이하다.

### 플라스틱 접합제로서
MEK가 폴리스타이렌을 비롯한 여러 플라스틱을 녹이는 특성을 이용하여, 축소모형류에서 부품들 간 연결에 사용되는 일명 '프라모델용 시멘트'로 시판되기도 하는데, 이는 접착제가 아닌 접합제이다.

### 그 외 용도
MEK는 중합 반응의 촉매인 메틸 에틸 케톤 퍼옥사이드 (Methyl Ethyl Ketone Peroxide 과산화 메틸 에틸 케톤, MEKP)의 전구체이기도 하다.
다이메틸글라이옥심 조제 시 MEK를 질산에틸과 반응시킨 후 다이옥심으로 치환하는 과정을 사용할 수 있다.
하이드라진 생산에 있어서도 과산화 과정에서 MEK가 사용된다. 이 때 MEK는 원하는 히드라진을 생산한 후 마지막 과정에서 재생성된다.

## 안전성

### 인화성
MEK는 대부분의 산화재와 반응하여 불을 일으킬 수 있다. 중간 수준의 폭발성을 지녀 소량의 불 또는 스파크에도 격렬한 반응이 일어난다. MEK로 인한 화재의 진화에는 이산화탄소, 건조사 등의 건식 소화재, 항알코올성 포소화재를 사용하여야 한다. 증기가 인화 농도만큼 공기 중에 있을 경우 인간은 증기의 자극성으로 인해 불편감을 느낀다.

### 건강 영향
MEK는 인간의 눈과 코에 자극을 초래한다. 또한 담배 연기의 구성 성분이기도 하다. 동물 실험에서 심각한 건강 영향은 매우 높은 농도에서만 관찰되었는데, 실례로 마우스에서 고농도 노출 시 (시험조건 일 7시간씩 3000ppm) 골격 기형아 및 저체중아 출산이 관찰된 바 있으나, 동물의 경구 또는 호흡에서 발암성이 관찰된 사례 및 장기적인 연구는 보고된 바 없다.
다른 용제의 독성을 강화한다는 연구가 있다. 이 연구 결과에 따르면 MEK는 다른 용제와 혼합·노출하였을 때 단순히 독성 수준을 합한 것보다 더 독성이 큰 것으로 알려졌다.
또한 마약 및 향정신성물질의 불법거래방지에 관한 국제연합협약의 표 2 전구체에 등재되어 있으며, 대한민국에서도 마약류 관리에 관한 법률 및 동법 시행령에서 마약류 원료물질로 등록되어 있다.

### 규제 현황
MEK는 지상에서 오존 생성에 기여하는 휘발성 유기화합물인 탓에 미국 환경보호청의 유해대기오염물질로 지정되었다가 2005년 지정 해제되었으며, 대한민국에서는 제4류 위험물이면서 동시에 유해화학물질인 물질로 지정되어 있다.

## 같이 보기
- 뷰티르알데하이드
- 뷰테인